# Еутых, Ася Аслановна
Ася Аслановна Еутых (р. 8 декабря 1962, станица Советская, Краснодарский край, Россия) — российский ювелир, оружейник, член Союза художников России, народный художник Республики Адыгея. Произведения Аси Еутых хранятся в фондах Государственного Эрмитажа и в Государственном историческом музее Москвы. Её работы выполнены в технике литья, гравировки и позолоты. Основные материалы работ включают бронзу, серебро, золото и драгоценные камни.
Оружие и ювелирные изделия имеют очевидную археологическую тенденцию, стилистику II—I тыс. до н. э., присущую находкам из курганов Адыгеи.
Частные коллекции:
- В. Путин (Ритон «Альп», набор «Королевская печать», ритон «Великий Источник», меч-акинак «Амра»);
- Король Иордании Абдалла II («Золотое дерево Нартов»);
- Король Иордании Хуссейн («Комплект из двух бокалов на подносе»);
- Принц Иордании Али Бен Аль Хуссейн (Шашка, кинжал, пояс, газыри);
- Принцесса Иордании Рим (Комплект украшений свадебного платья);
- Маэстро Ю. Темирканов (Серебряная дирижерская палочка).

Персональная выставка в Эрмитаже «В зеркале традиций», 2007 г.

В 1998 г. создала оружие и амуницию для личной черкесской гвардии (15 комплектов) иорданского Принца Али.
В 2011. Ася Еутых выпустила именные монеты в «1 Забудь» «1 Потом» и «1 Голова» в золотом, серебряном и бронзовом эквивалентах.
В 2013 году в Ростове-на-Дону открыла выставку «Ася Еутых: 5000 лет в искусстве».
В 2014 официально Ася Еутых заявила о собственном сплаве Ювелус.
В 2015 стала почетным членом Российской академии художеств.